# Флэнаган, Билл

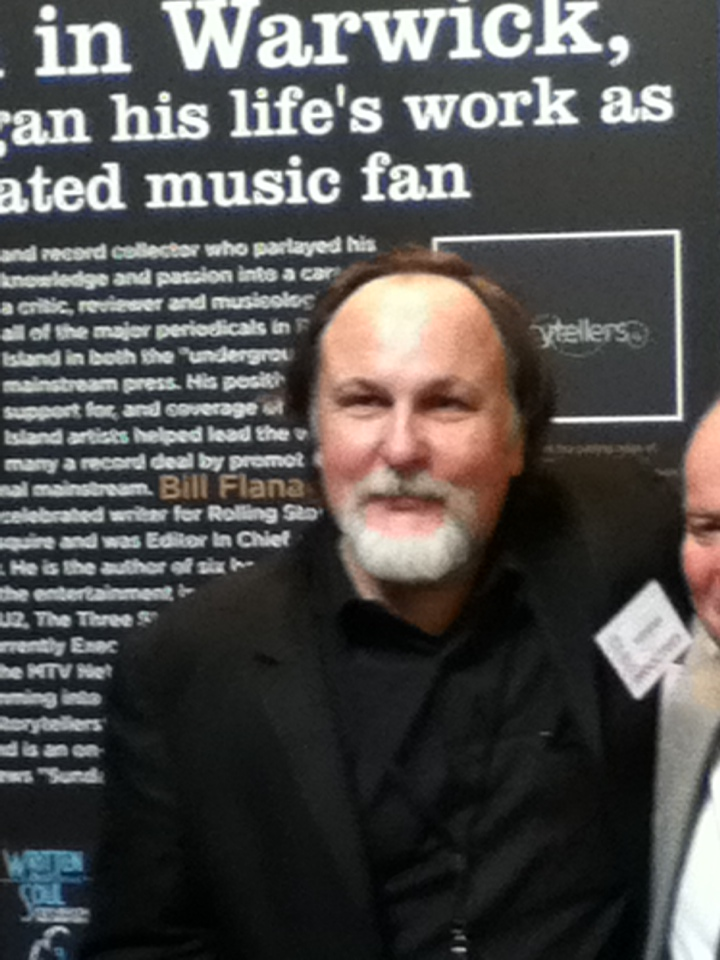
Фланаган в Зале Славы Музыки в Род-Айленде

Билл Флэнаган (англ. Bill Flanagan) — американский писатель и медиаменеджер. Он родился в Род-Айленде в 1955 году, окончил Браунский университет в 1977 году. Среди его книг: Written in My Soul (1986), Last of the Moe Haircuts (1986), U2 at the End of the World (1995), и новеллы A&R (2000), New Bedlam (2007) и Evening’s Empire (2010).